# Luis Grijalvo Celaya
Luis Grijalvo Celaya fue un militar español que luchó en la Guerra Civil a favor de la Segunda República. General de brigada de la Guardia Civil en 1933.

## Trayectoria
Con el empleo de Coronel, ejerció el empleo de Subinspector del 2º Tercio, con sede en Toledo. El 30 de agosto de 1932, tras el intento de Golpe de Estado de Sanjurjo, quedó en situación de disponible.
El 29 de diciembre de 1933 es nombrado jefe de la primera zona de la Guardia Civil. Para la segunda zona de la Guardia Civil fue nombrado el general de brigada Federico de la Cruz.

## Guerra Civil
Al estallar la sublevación el 17 de julio de 1936, Grijalvo estaba al mando de la Comandancia de la Guardia Civil en Valencia. Al mando de la III División Orgánica, que incluía Castellón, Valencia, Alicante, Murcia y Albacete, con el cuartel general en Valencia, estaba el general de brigada Fernando Martínez-Monje Restoy. Martínez Monje ordenó a su guarnición que se encerrara en sus cuarteles, al tiempo que manifestaba la lealtad de sus tropas al gobierno republicano. El día 20 de julio llegó a Valencia el presidente de las Cortes, Diego Martínez Barrio, quien conseguirá mediar entre el ejército y las milicias. El día 29 de julio Grijalvo quedó en situación de disponible forzoso.
Desde el día 29 de julio al 2 de agosto, fueron asaltados los cuarteles valencianos, donde generalmente milicianos y militares confraternizaron, y no se producirían importantes combates. El 16 de agosto Martínez Monje es relevado por José Miaja Menant al frente de la III División Orgánica.